# Prozor-Rama
Prozor-Rama (deutsch veraltet Prosser) ist eine Gemeinde in Bosnien und Herzegowina. Die Gemeinde liegt im Norden der Herzegowina und hat eine Fläche von etwa 480 km². Sie gehört zum Kanton Herzegowina-Neretva innerhalb der Föderation Bosnien und Herzegowina. Der Hauptort Prozor (7000 Einwohner) liegt etwa 55 km nördlich von Mostar und 70 km westlich von Sarajevo.
Auf dem Gebiet der Gemeinde, im Tal der oberen Rama befindet sich der große Stausee Ramsko jezero.

## Geschichte

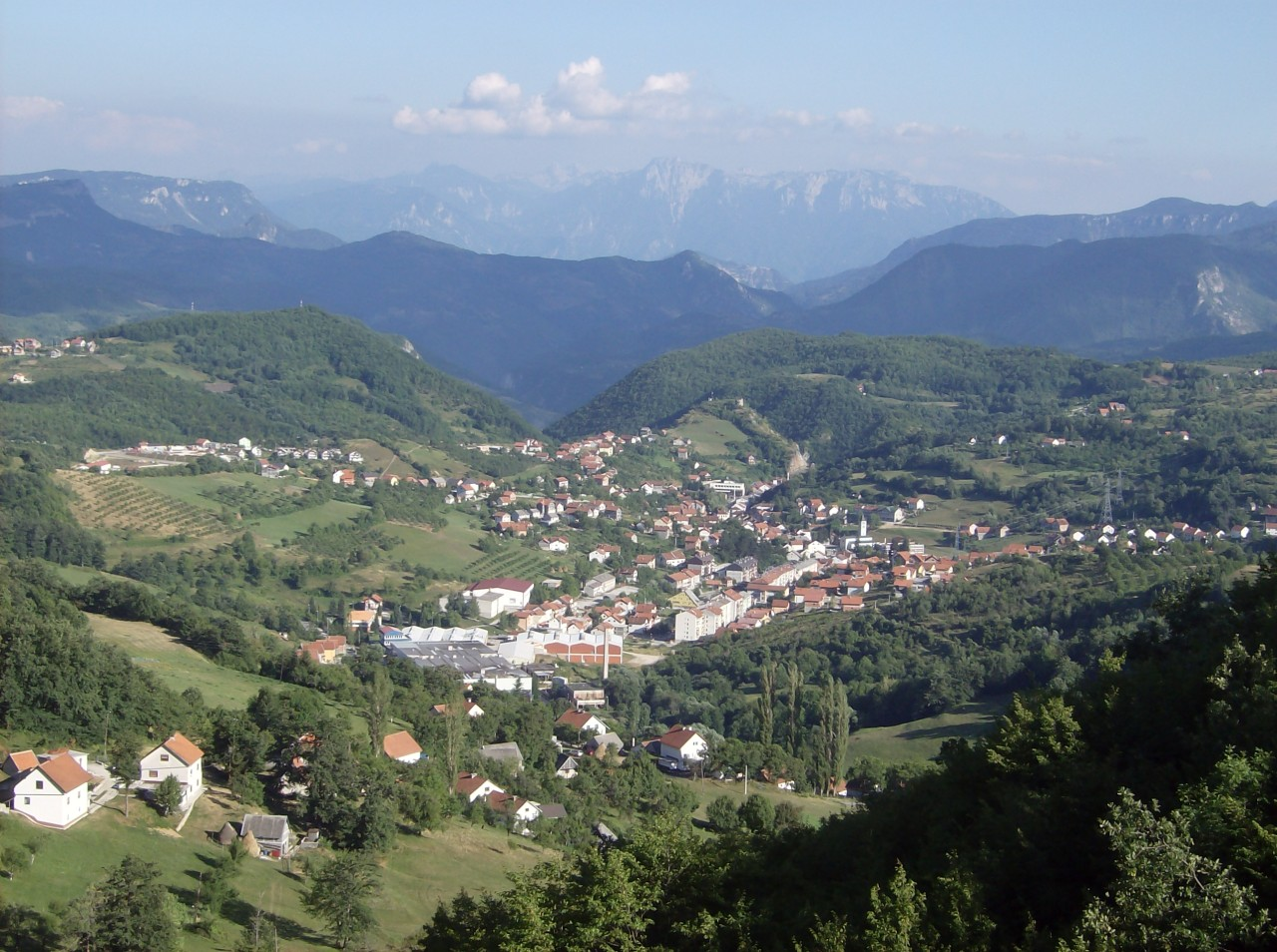
Panorama von Prozor

In den Dörfern der Gemeinde Rama wurden zahlreiche Zeugnisse aus dem Moustérien (125.000 bis 60.000 v. Chr.), dem Eneolit (2400 bis 1800  Jahr v. Chr.) sowie aus illyrischer und römischer Zeit gefunden (u. a. die Reste einer Basilika der Heiligen Barbara aus dem 6. Jahrhundert n. Chr.).
Im 7. Jahrhundert wanderten die Slawen in das Gebiet von Rama ein.

## Bevölkerung
Zur Volkszählung von 2013 lag die Einwohnerzahl bei reichlich 14.000.
- Kroaten: 10.702 (74,94 %)
- Bosniaken: 3.525 (24,58 %)
- Serben: 3 (0,02 %)
- Andere: 50 (0,35 %)

## Persönlichkeiten
- Diva Grabovčeva († um 1680), legendäre katholische Märtyrerin
- Seid Zukić (* 1994), Fußballspieler
- Marijan Ćavar (* 1998), Fußballspieler